# 名古屋市立名城小学校

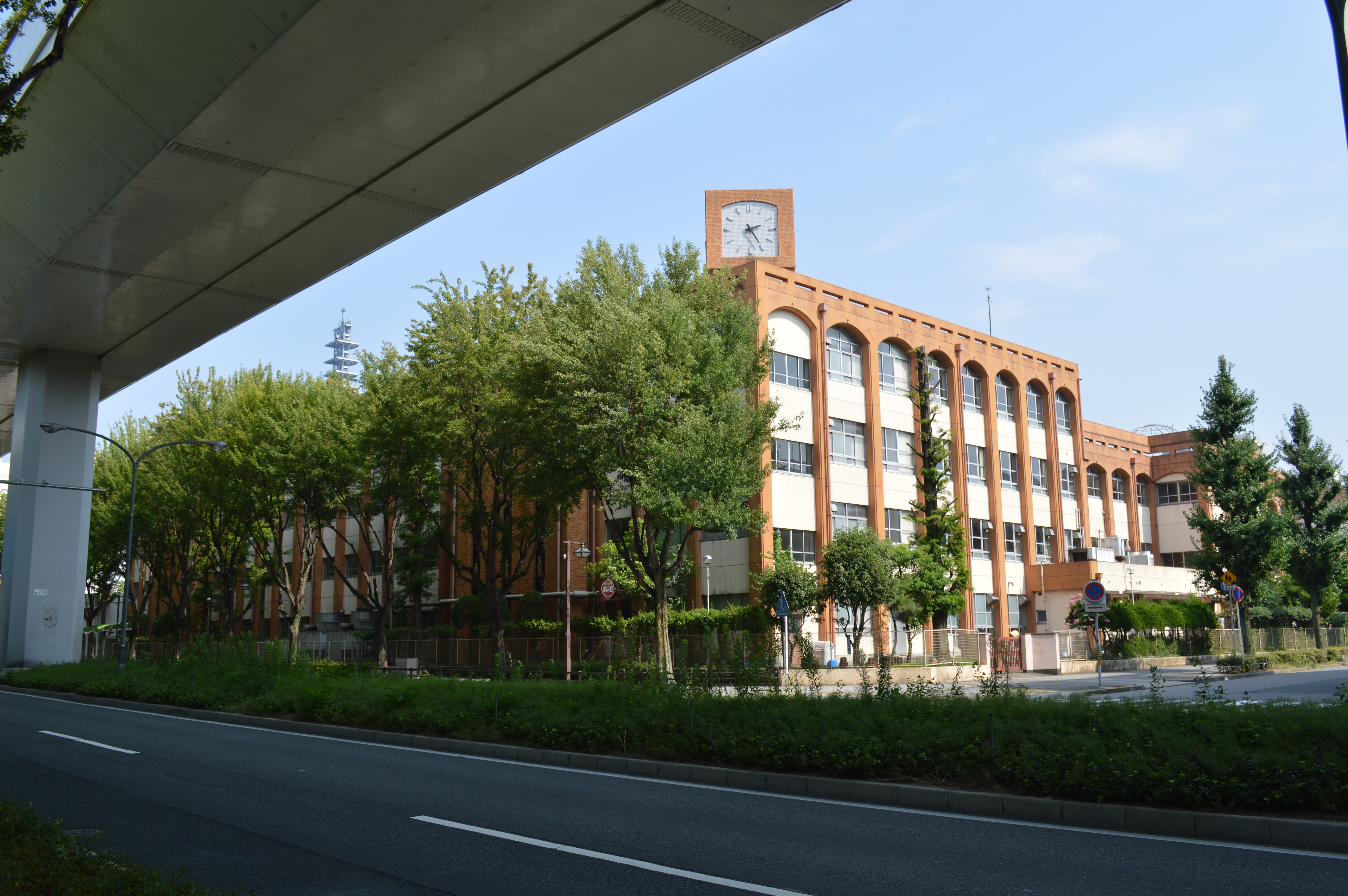
外堀通（手前下）や名古屋高速都心環状線（手前上）と名城小学校

名古屋市立名城小学校（なごやしりつ めいじょうしょうがっこう）は、かつて愛知県名古屋市中区丸の内三丁目にあった市立の小学校である。

## 歴史
菅原、園町、明倫、七町（後に本町）、八重、大成、久屋尋常小学校を前身とする。戦後に統合され、1947年（昭和22年）4月に名城小学校として開校した。先に記した学校の内、菅原尋常小学校が1872年（明治5年）に開校した第一義校を前身としたことから、同年を開学としている。
1956年（昭和29年）、区内に分校を開校。1961年（昭和36年）には名古屋市立御園小学校として分離した。
児童数減少による小規模校を解消するため、御園小学校との統合が検討された結果、2022年（令和4年）2月10日に名古屋市教育委員会は両校の統合を決定した。2023年（令和5年）3月31日に閉校。翌4月1日には、旧校地に名古屋市立丸の内小学校が設立された。

### 児童数の変遷
『愛知県小中学校誌』（2018年）によると、児童数の変遷は以下の通りである。
| 1947年（昭和22年） | 665人  |  |
| 1957年（昭和32年） | 2197人 |  |
| 1967年（昭和42年） | 987人  |  |
| 1977年（昭和52年） | 727人  |  |
| 1987年（昭和62年） | 673人  |  |
| 1997年（平成9年）  | 541人  |  |
| 2007年（平成19年） | 408人  |  |
| 2017年（平成29年） | 234人  |  |

## 施設
学校が外堀通の横に位置するため、学校のすぐ横を名古屋高速都心環状線が通っている。そのため、都市高速ができた頃から、各教室にはエアコンが完備されるようになった。
1990年代後期からのパソコン（PC）の普及に伴い、同校も積極的なPCへの取り組みとして、各教室に一台パソコンを完備し、生徒が使えるよう配慮した。

## 教育
同校の教育目標として、『自ら学ぶ』、『励ましあう』、『いのちを大切にする』、『進んで働く』子というのが根底にあった。

## 通学区域
所管する名古屋市教育委員会は、2018年（平成30年）9月1日現在、中区のうち、三の丸一丁目・三の丸二丁目・三の丸三丁目・三の丸四丁目・二の丸・本丸・丸の内三丁目の全域および錦三丁目・丸の内一丁目・丸の内二丁目の各一部を通学区域として指定していた。
また、卒業後の進学先は名古屋市立丸の内中学校となっていた。

## 交通アクセス
- 名古屋市営地下鉄名城線 名古屋城駅が最寄り駅であった[WEB 4]。

## 出身者
- 八田広子[WEB 5] - 元参議院議員